# Runcinioides litteratus
Runcinioides litteratus is een spinnensoort in de taxonomische indeling van de krabspinnen (Thomisidae).
Het dier behoort tot het geslacht Runcinioides. De wetenschappelijke naam van de soort werd voor het eerst geldig gepubliceerd in 1933 door Piza.